# 黃舒駿
黃舒駿（1966年1月11日—），臺中市豐原區人，台湾創作男歌手、音樂人、製作人、導演，演員、作家、廣播電視節目製作人、主持人、評委，是三金（金曲獎、金鐘獎、金馬獎）入圍者。

## 生平
1988年出道，以《馬不停蹄的憂傷》樹立歌壇音樂才子的獨特形象。1992年個人首部電影配樂《青少年哪吒》獲得第29屆金馬獎最佳電影配樂，震撼當時華人樂壇。後來更為多位歌手如張國榮、王菲、那英、周慧敏、黎明、張惠妹、伊能靜、黃鶯鶯、陶晶瑩、黃磊、辛曉琪、Beyond等譜寫歌曲或製作專輯，並在1995年擔任科藝百代音樂總監，成為史上第一位擔任國際五大唱片公司音樂總監的華人創作型藝人。
2000年投身互聯網成立DV8網路娛樂世界（www.dv8.com.tw），成為當時視頻網站的先驅。2001年擔任華人衛星電視傳播機構華人音樂台執行長兼台長。
2005年開始參與風起雲湧之各類電視選秀節目。2006年取得台大EMBA國際企業管理碩士學位。
2011年3月與小他24歲的女友張菁芳悄悄在美國登記結婚，張菁芳是前高雄市議會副議長張瑞德女兒。
2013年就任上海东方娱乐传媒集团音樂總監。2016年受邀擔任iTutorGroup線上教育集團副總裁兼戰略平台事業群總經理，一手創辦全領域知識分享直播平台VLiveShow，引領線上教育直播潮流。目前是蝴蝶效應國際製作有限公司董事長。2017年成立高第資本、高第文化，擔任創始人兼董事長。 
2019年進入哈佛商學院研讀。

## 學歷
- 臺中市豐原區南陽國民小學
- 臺中市私立衛道高級中學
- 臺灣省立臺中第一高級中學
- 國立臺灣大學大氣科學學系
- 國立臺灣大學EMBA國際企業管理碩士
- 哈佛大學哈佛商學院

## 經歷
- 進入歌林唱片（1987年）
- 國立臺灣大學學生會第一屆活動部部長
- 進入福茂唱片（1992年）
- 成立十日譚音樂有限公司（1992年）
- 成立黑羊廣告股份有限公司（1993年）
- 進入科藝百代擔任音樂總監（1995年）
- 進入豐華唱片大鵬經紀擔任音樂總監（1998年）
- 成立蝴蝶效應國際製作有限公司擔任董事長兼總經理（2000年）
- 成立DV8網路娛樂世界擔任總經理（2000年）
- 擔任華人音樂台執行長兼台長（2001年）
- 擔任中華音樂著作權仲介協會董事（2005年）
- 成立音樂達客股份有限公司擔任執行長（2010年）
- 第一屆金音創作獎評選委員總召集人（2010年）
- 第22屆金曲獎評選委員總召集人（2011年）
- 擔任上海東方娛樂傳媒集團音樂總監（2013年）
- 擔任iTutorGroup線上教育集團副總裁兼戰略平台事業群總經理（2016年）
- 成立高第資本, 高第文化擔任創始人兼董事長(2017年)

## 現任
- 歌手
- 演員
- 製作人
- 作家
- 廣播節目主持人
- 評委
- 電影配樂
- 十日譚音樂有限公司 負責人
- 蝴蝶效應國際製作有限公司 董事長
- 音樂達客股份有限公司 執行長
- 高第資本創始人兼董事長

## 作品

### 個人音樂作品
個人專輯10張
創作歌曲200首
製作、監製唱片超過70張
製作電影、電視、廣告配樂超過30部
- 個人專輯(一)《馬不停蹄的憂傷》（1988年）
- 個人專輯(二)《雁渡寒潭》（1989年）
- 個人專輯(三)《未來的街頭》（1990年）
- 個人專輯(四)《何德何能》（1992年）
- 個人專輯(五)《山盟海誓》（1992年12月）
- 個人專輯(六)《我是誰》（1994年4月1日）
- 個人專輯(七)《為妳瘋狂》（1995年）
- 個人專輯(八)《未央歌精選》（1995年）
- 個人專輯(九)《兩岸》（1998年）
- 個人專輯(十)《改變1995》黃舒駿1988~2001自選集（2001年）
- 單曲《愛人愛地球》（2010年）
- 單曲《想當初》（2011年）

### 音樂製作
- 孔雀香酥脆CF（1990年）
- 黑松綠光茶屋大麥紅茶CF廣告歌（1993年）
- 味全龍職棒隊歌、俊國熊棒球隊歌（1993年）
- 寶成企業集團企業歌（1994年）
- 製作黃鶯鶯,伊能靜,陶晶瑩,謝麗金,陳明真,Beyond,等歌手個人專輯（1995年）
- 在EMI唱片音樂總監任內,監製、製作與創作于台煙,鄺美雲,彭羚,葉良俊,楊采妮,于冠華,吳倩蓮,曾慶瑜等超過40張個人專輯（1996年）
- 製作黃磊,張惠妹,想念雨生專輯（1998年）
- 製作張惠妹,陶晶瑩,夢飛船,曾寶儀,阿亮專輯（1999年）
- 製作曾寶儀第二張專輯（2000年）
- 製作卜學亮第二張專輯（2001年）
- 製作創作張清芳《等待》專輯（2002年）
- 製作殷悅MELODY第一張個人專輯《愛的MELODY》 （2003年）
- 製作張清芳個人專輯《感情生活》 （2004年）
- 製作創作范逸臣、同恩最新單曲《相愛》 （2006年）
- 製作豐華唱片年度超級小少女組合大小姐第一張專輯製作人（2009年）
- 製作豐華唱片年度超級小少女組合大小姐第二張專輯製作人（2010年）
- 創作演唱上海交通廣播網Jingles台歌（2011年）
- 製作全球閩歌賽冠軍林偉龍個人專輯（2012年）
- 以黃舒駿二十首經典作品改編中文原創音樂劇《馬不停蹄的憂傷》全球首演（2018年）

### 導演作品
- MV《我是誰》
- MV《思念進行曲》
- MV《未央歌》
- MV《她以為她很美麗》
- MV《為妳瘋狂》
- VIP ABC兩岸三地年度廣告（2012年）

### 配樂作品
- 電影《青少年哪吒》（1992年，導演：蔡明亮）
- 舞台劇《北京人) 配樂編曲（1993年）
- 電影《寂寞芳心俱樂部》電影配樂（1995年，導演：易智言）
- 張曼娟有聲書《小王子》配樂（1996 年）
- 電影《金枝玉葉2》主題曲《談戀愛》（1996年，導演：陳可辛）
- 電影《國道封閉》電影配樂（1997年，導演：何平）
- 表演工作坊舞台劇《絕不付帳》配樂（1998年）
- 電影《抓姦》電影配樂（1999年）
- 電影《夢遊夏威夷》（2005年，導演：徐輔軍）

### 影視歌曲
- 華視連續劇《甜蜜寶貝》（1989年，主題曲《她以為她很美麗》）
- 台視連續劇《郵差總是按錯鈴》（1989年，主題曲《戀愛症候群》）
- 華視連續劇《大兵日記》（1990年，主題曲《少年狂想曲》）
- 台視連續劇《女丑劇場》（1990年，主題曲《不要變老》）
- 公視科技系列主題曲 ( 1992年 )
- 公視《IQ全壘打》片頭曲 ( 1993年 )
- 公視連續劇《輾轉紅蓮》配樂 主題曲 ( 2000年 )
- 參與《匪諜大亨》製作該片之電視版、電影版配樂 ( 2001年 )
- 參與東風衛視連續劇《似水年華》演出及製作該片之電視配樂、演唱專輯 ( 2002年 )
- 參與《公主徹夜未眠》演出及製作該片之電視版、電影版配樂 ( 2002年 )
- 製作黃磊執導演出的電視劇《夜半歌聲》配樂插曲 ( 2005 年 )
- 電影《那些年，我們一起追的女孩》（2011年，插曲《戀愛症候群》）
- 創作製作演唱發表陳可辛電影《親愛的》電影插曲（ 2014年 ）
- 全新發表上海東方衛視媽媽咪呀電視節目主題曲《妳》（ 2016年 ）
- 創作並製作電影《麻煩家族》主題曲《婦女之友》（ 2017年 ）

## 評審委員

### 電視節目評審
【中國大陆】

江蘇衛視《絕對唱響》固定評委、《名師高徒》主評委（2007年~2010年）

廈門衛視《全球閩南語歌曲創作演唱大賽》固定評委（2007年~2011年）

江蘇綜藝台《南航中國新空姐》選秀節目固定評委（2008年）

江蘇綜藝台與衛視台聯合制播《好漢一個半》實境節目評委（2009年）

東南衛視《拉芳星光大會》評委（2010年）

浙江衛視《麥霸英雄匯我是大評委》評委（2010年）

浙江廣電《我要出唱片》評審兼主持人（2010年）

東南衛視《歡樂合唱團》選秀節目固定評委（2011年）

深圳衛視《中國金鐘獎》選秀節目固定評委（2011年）

東方衛視 第二季至第四季《中國達人秀》夢想觀察員（2011年~2012年）

江蘇衛視《脫穎而出》面試官（2012年）

遼寧衛視《激情唱響》選秀節目評委（2012年）

東方衛視《聲動亞洲》選秀節目評委（2012年）

上海新娛樂頻道《媽媽咪呀》選秀節目評委（2012年）

央視《第十一屆兩岸青年知識大賽》評委（2012年）

浙江衛視《我愛記歌詞》選秀節目主要評委（2012年）

上海東方衛視《媽媽咪呀》選秀節目評委（2013~2020年）

上海東方衛視《中國親子秀》選秀節目評委（2013年）

上海東方衛視《誰是大擂主》選秀節目評委（2013年）

貴州衛視《非常完美情感》嘉賓評委（2013年）

上海東方衛視《中國夢之聲》選秀節目偶像學院院長評委（2013年）

廣西衛視《一生所愛大地飛歌》選秀節目評委（2013年）

上海東方衛視《不朽之名曲》節目創意總監暨評委（2013年）

河南衛視《尋找新主播》選秀節目評委（2013年）

江蘇綜藝頻道《超人總動員》選秀節目評委（2013年）

江蘇衛視《請聽我說》節目評委（2014年）

湖南衛視《我是歌手2》節目評委（2014年）

東南衛視《寶貝大贏家》節目評委（2014年）

上海東方衛視《潮童天下》節目評委（2014年）

央視《完美星開幕》歌唱選秀節目評委（2014年）

第一財經頻道《創客星球》節目評委（2014~2015年）

湖南衛視《我是歌手3》節目評委（2015年）

廣西衛視《一生所愛大地飛歌》評委（2015年）
湖南衛視《我是歌手4》評委（2016年）

江蘇綜藝頻道《唱響好兒歌》選秀節目評委（2016年）

江蘇衛視《金曲撈》歌唱節目評委暨表演嘉賓（2017年）

深圳衛視《合夥中國人》創投節目五位投資大佬之一（2017年）

湖北衛視《你就是奇蹟》創投節目投資大佬評委（2017年）

上海東方衛視《唱響中華》歌唱選秀節目評委（2017年）

全球網紅大賽評委（2018年）

上海新娛樂頻道《世界爸媽說》嘉賓評委（2018年）

湖南衛視《嚮往的生活》首集嘉賓（2019年）

上海東方衛視《花樣新世界》節目嘉賓（2019年）

上海東方衛視《媽媽咪呀》第七季選秀節目評委（2020年）

【台灣】

華視《快樂星期天》﹝藝能歌喉戰、校園歌喉戰、快樂歌喉戰﹞評審（2005年~2007年）

製作《千萬要成功》選秀實境秀電視節目並擔任主持人（與余秉諺、陳志強合作主持）以及評審（2006年）

年代電視臺《愛唱才會贏》評審（2010年）

台灣電視公司《鑽石夜總會》評審（2010年~2011年）

台灣電視公司 三立電視臺《超級偶像》固定評審（2011年）

三立臺灣台《超級紅人榜》固定評審（2010年~2012年）

台灣電視公司《百萬大明星》評審（2012年）

中國電視公司《超級模王大道》評審（2012年~2013年）

中國電視公司《星光大道》評審（2013年）

### 各大獎項評審
臺灣大哥大第一屆MYFONE手機鈴聲簡訊行動創作獎主評審 （2007年）

臺灣大哥大第二屆MYFONE手機鈴聲簡訊行動創作獎主評審 （2008年）

臺灣大哥大第三屆MYFONE手機鈴聲簡訊行動創作獎主評審 （2009年）

臺灣大哥大第四屆MYFONE手機鈴聲簡訊行動創作獎主評審 （2010年）

臺灣大哥大第五屆MYFONE手機鈴聲簡訊行動創作獎主評審 （2011年）

臺灣大哥大第六屆MYFONE手機鈴聲簡訊行動創作獎主評審 （2012年）

臺灣大哥大第七屆MYFONE手機鈴聲簡訊行動創作獎主評審 （2013年）

臺灣新聞局首屆金音獎評審團主席 （2010年）

臺灣新聞局金曲獎評審團主席（2011年）

## 節目主持
華視《週末攝影棚》電視節目（1993年）

《金曲獎預測分析》特別節目（1998年）

《金曲獎回顧預測》特別節目（2004年）

《快樂星期天校園歌喉戰》節目主持人（2006年）

《千萬要成功》選秀實境秀電視節目主持人（2006年）

八大電視《皇家女子學院》談話性電視節目主持人（2006年）

華視《圓夢巨人》益智性電視節目主持人（2006年）

東森電視《Money Money麥克瘋》歌唱節目主持人（2008年）

上海電視台第一財經頻道《頭腦風暴》主持人（2012年）

公視《音樂創世紀》歌唱選秀節目主持人（2013年）

超視《音樂一把罩》電視節目（2015年）

## 電影戲劇演出
電影《成功嶺》二主演（1989年）

電影《金馬大兵》主演（1990年）

華視《大兵日記》主演（1990年）

中視《長官好》主演（1991年）

電影《國道封閉》（聲音）主演（1997年）

電影《公主徹夜未眠》主演（2002年）

電視劇《似水年華》主演（2002年）

東方衛視《我的極品老闆》主演（2013年）

## 廣播節目
中廣青春網明星DJ（1989年）

中廣《午餐的約會》節目主持人（1997年）

飛碟廣播週末節目主持人（1999年）

臺北之音《舒駿音樂講座》節目主持人（2003年~2006年）

江蘇省廣播電視總台江蘇經典流行音樂台《975約會明星》節目主持人（2009年）

昆明廣播電臺《經典574》節目主持人（2011～2012年）

## 演唱會
1995年《七年之癢》黃舒駿個人巡迴演唱會

2005年 新加坡個人演唱會

2006年 新加坡《重逢五》演唱會

2006年 新加坡個人演唱會

2009年《為你瘋狂》黃舒駿上海個人演唱會

2009年《遠航歸來》黃舒駿南京個人演唱會

2010年 杭州環保演唱會

2011年《改變2011》黃舒駿上海萬體館演唱會

2011年 北京樂穀音樂節演唱會

2011年 上海音樂季演唱會

2011年 上海東方衛視跨年演唱會

2012年 新加坡《重逢十》演唱會

2012年 馬來西亞雲頂劇場《經典傳奇》演唱會

2013年 上海東方衛視美國紐約林肯中心，拉斯維加斯巡迴演唱會

2014年 諾亞財富三亞演唱會

2015年 新加坡《重逢十三》演唱會

2015年 上海年會演唱會

2016年 新加坡慈善演唱會

2016年 蘇州音樂廣播人文音樂課流行與音樂個人說唱會

2019年 東方鹽湖城大師音樂堂個人演唱會

## 音樂劇
2018年 創作並聯合出品以黃舒駿二十首經典作品改編,中文原創音樂劇《馬不停蹄的憂傷》於上海首演並展開全球巡演

## 商業代言
華碩ASUS音效卡代言（2011年）

VIPABC年度廣告代言（2012年）

TutorABC年度廣告代言（2012年）

## 獲獎
1992年第29屆金馬獎【最佳電影配樂】獎：作品《青少年哪吒》

1993年亞洲【最佳MTV】獎：作品《思念進行曲》

1994年亞洲【最佳MTV】獎：作品《我是誰》

2002年第二屆華語流行樂傳媒大獎 【十大華語歌曲─榜首】作品：《改變 1995》

2019年  以黃舒駿二十首經典作品改編中文原創音樂劇《馬不停蹄的憂傷》獲得韓國第十三屆【大邱國際音樂劇節評審團大獎】 

## 爭議
儘管黃舒駿早期出道時，富有盛名，更有『鬼才』的美譽，卻有標榜原創的歌曲，1989年的戀愛症候群一曲(收錄於『雁渡寒潭』專輯中)，被發現與國外歌手風格類似。該曲在歌詞、主旨、結構、甚至用類似口白的方式開場都與日本歌手佐田雅志於1985年推出的もーひとつの恋愛症候群風格相近，引發黑粉質疑，黃舒駿本人否認抄襲一說。

## 外部連結
- 黃舒駿的Facebook專頁
- 黃舒駿的新浪微博
- 黃舒駿的新浪博客
- 黃舒駿在互联网电影资料库（IMDb）上的資料（英文）（英文）
- 黃舒駿在香港影庫上的簡介
- 黃舒駿在豆瓣上的资料（简体中文）
- 黃舒駿在时光网上的簡介（简体中文）